# Anaea zikani
Anaea zikani är en fjärilsart som beskrevs av Hans Rebel 1920. Anaea zikani ingår i släktet Anaea och familjen praktfjärilar. Inga underarter finns listade i Catalogue of Life.